# Mike Phillips (Rugbyspieler)
Michael Phillips (* 29. August 1982 in Carmarthen) ist ein walisischer Rugby-Union-Spieler. Er spielt als Gedrängehalb für die walisische Nationalmannschaft und Aviron Bayonnais. 

## Karriere
Philipps wuchs auf einer Farm in der Nähe von St. Clears, Carmarthenshire auf. Seine ersten Erfahrungen als Rugbyspieler sammelte er beim lokalen Club Whitland RFC, bei dem auch sein älterer Bruder aktiv war. Über die Carmarthen Quins kam er 2003 zur neu formierten Provinzmannschaft Scarlets. Im selben Jahr folgte sein Debüt für die Nationalmannschaft gegen Rumänien. Im Jahr 2005 wechselte er zu den Cardiff Blues. Nach zwei Spielzeiten dort unterschrieb er einen Vertrag bei der rivalisierenden Mannschaft Ospreys, wo er schätzungsweise £180.000 im Jahr verdient.
Phillips war Teil des walisischen Kaders zur Weltmeisterschaft 2007. Er wurde in den Spielen gegen Kanada, Australien und Fidschi eingewechselt. Gegen Japan spielte er von Beginn an und erzielte auch einen Versuch.
Auch unter dem neuen Nationaltrainer Warren Gatland zählt Phillips zum Stammpersonal. So wurde er in allen fünf Partien der Six Nations 2008 eingesetzt, bei dem die Waliser den Grand Slam gewinnen konnten. Dabei gelang ihm der spielentscheidende Versuch im Auftaktspiel gegen England. Im März des Jahres verletzte er sich im Halbfinale des EDF Energy Cup, den die Ospreys am Ende gewannen. Er fiel daraufhin für ein halbes Jahr aus, wurde aber rechtzeitig wieder fit, um an den Six Nations 2009 teilzunehmen, wo er in allen Spielen zum Einsatz kam. 
Phillips wurde im Jahr 2009 für die Südafrika-Tour der British and Irish Lions nominiert. Er kam in allen drei Spielen der Serie in der Startformation zum Einsatz und legte im ersten Spiel einen Versuch.
Nachdem er ausschließlich für walisische Teams gespielt hatte, wechselte Phillips auf die Saison 2011/12 hin zum französischen Verein Aviron Bayonnais. 2013 nahm er an der Australien-Tour der Lions teil.